# 24e corps de blindés (Allemagne)
Pour les articles homonymes, voir 24e corps d'armée.
Le 24e corps de blindés (en allemand : XXIV. Panzerkorps) était un corps d'armée d'unités blindés (Panzer) de l'armée de terre allemande: la Heer au sein de la Wehrmacht pendant la Seconde Guerre mondiale.

## Historique
Le XXIV. Panzerkorps est formé le 12 juin 1942 à partir des restes du XXIV. Armeekorps.
À partir du 22 juin 1942, il participe à l'opération Fall Blau au sein de la 4. Panzerarmee puis de la 6. Armee lors des combats dans la grande boucle du Don lors des prémices de la bataille de Stalingrad.
Il est ensuite envoyé pour renforcer la 2e armée hongroise qui défend le sur le Don au sud de Voronej, avec laquelle il est quasiment détruit en janvier 1943 à la suite de l'offensive Ostrogojsk-Rossoch.
En mars 1945, il prend le nom de Gruppe Nehring.
Il se rend à l'armée rouge à Budweis en Moravie à la fin de la guerre.

## Organisation

### Commandants successifs
| Date                                | Grade                     | Commandant                                      |
| ----------------------------------- | ------------------------- | ----------------------------------------------- |
| 21 juin 1942 - 3 octobre 1942       | General der Panzertruppen | Willibald Freiherr von Langermann und Erlencamp |
| 3 octobre 1942 - 30 novembre 1942   | General der Panzertruppen | Otto von Knobelsdorff                           |
| 30 novembre 1942 - 14 janvier 1943  | General der Artillerie    | Martin Wandel                                   |
| 14 janvier 1943 - 20 janvier 1943   | Generalleutnant           | Arno Jahr                                       |
| 20 janvier 1943 - 21 janvier 1943   | General der Infanterie    | Karl Eibl                                       |
| 21 janvier 1943 - 9 février 1943    | Generalleutnant           | Otto Heidkämper                                 |
| 9 février 1943 - 27 juin 1944       | General der Panzertruppen | Walther Nehring                                 |
| 27 juin 1944 - 5 août 1944          | General der Panzertruppen | Fritz-Hubert Gräser                             |
| 5 août 1944 - 20 août 1944          | Generalleutnant           | Karl von Le Suire                               |
| 20 août 1944 - 20 septembre 1944    | Generalleutnant           | Maximilian Reichsfreiherr von Edelsheim         |
| 20 septembre 1944 - 15 octobre 1944 | ?                         | ?                                               |
| 15 octobre 1944 - 19 mars 1945      | General der Panzertruppen | Walther Nehring                                 |
| 19 mars 1945 - 8 avril 1945         | Generalleutnant           | Hans Källner                                    |
| 18 avril 1945 - 8 mai 1945          | General der Artillerie    | Walter Hartmann                                 |

## Théâtres d'opérations
- Front de l'Est, secteur Sud : Juin 1942 - Juin 1944
- Sud de la Pologne : Juin 1944 - Mars 1945
- Silésie, Tchécoslovaquie : Mars 1945 - Mai 1945

## Ordre de batailles

### Rattachement d'Armées
| Date      | Armée                | Groupe d'Armées          |
| --------- | -------------------- | ------------------------ |
| 1942      |                      |                          |
| 21 juin   | 4. Panzerarmee       | Heeresgruppe Süd         |
| Août      | z. Vfg.              | Heeresgruppe B           |
| Septembre | 2. ungarische Armee  | Heeresgruppe B           |
| 1943      |                      |                          |
| Janvier   | 8. ital. Armee       | Heeresgruppe B           |
| Février   | Armee-Abteilung Lanz | Heeresgruppe B           |
| Mars      | z. Vfg.              | Heeresgruppe B           |
| Avril     | 6. Armee             | Heeresgruppe B           |
| Mai       | z. Vfg.              | -                        |
| Juin      | 1. Panzerarmee       | Heeresgruppe Süd         |
| Août      | 6. Armee             | Heeresgruppe Süd         |
| Septembre | 4. Panzerarmee       | Heeresgruppe Süd         |
| Octobre   | 8. Armee             | Heeresgruppe Süd         |
| Novembre  | 4. Panzerarmee       | Heeresgruppe Süd         |
| 1944      |                      |                          |
| Janvier   | 4. Panzerarmee       | Heeresgruppe Süd         |
| Mars      | 1. Panzerarmee       | Heeresgruppe Süd         |
| Avril     | 1. Panzerarmee       | Heeresgruppe Nordukraine |
| Octobre   | 1. Panzerarmee       | Heeresgruppe A           |
| Novembre  | 4. Panzerarmee       | Heeresgruppe A           |
| Décembre  | z. Vfg.              | Heeresgruppe A           |
| 1945      |                      |                          |
| Janvier   | z. Vfg.              | Heeresgruppe A           |
| Février   | 4. Panzerarmee       | Heeresgruppe Mitte       |
| Mars      | 17. Armee            | Heeresgruppe Mitte       |
| Avril     | 1. Panzerarmee       | Heeresgruppe Mitte       |

### Unités subordonnées

#### Unités organiques
- Arko 143
- Korps-Nachrichten-Abteilung 424
- Korps-Nachschubtruppen 424
- Feldgendarmerie-Trupp 424

#### Unités rattachées
11 juillet 1942
- 3. Infanterie-Division (mot)
- 16. Infanterie-Division (mot)

22 décembre 1942
- 385. Infanterie-Division
- 213. Sicherungs-Division
- Gruppe Fegelein
- 387. Infanterie-Division
- 27. Panzer-Division

20 septembre 1943
- 57. Infanterie-Division
- 112. Infanterie-Division
- 34. Infanterie-Division
- 10. Infanterie-Division

26 décembre 1943
- 444. Sicherungs-Division
- 112. Infanterie-Division
- 34. Infanterie-Division
- 82. Infanterie-Division

16 août 1943
- 7. Panzer-Division
- 10. Infanterie-Division
- Infanterie-Division Groß-Deutschland

26 août 1943
- 34. Infanterie-Division
- 10. Infanterie-Division

16 septembre 1944
- 68. Infanterie-Division
- 75. Infanterie-Division
- 1. Panzer-Division
- 8. Panzer-Division
- 208. Infanterie-Division
- 357. Infanterie-Division

1er mars 1945
- LVII. Panzerkorps
- XXXIX. Panzerkorps

### Sources
- (de) XXIV. Panzerkorps sur lexikon-der-wehrmacht.de